# ポールウェポン

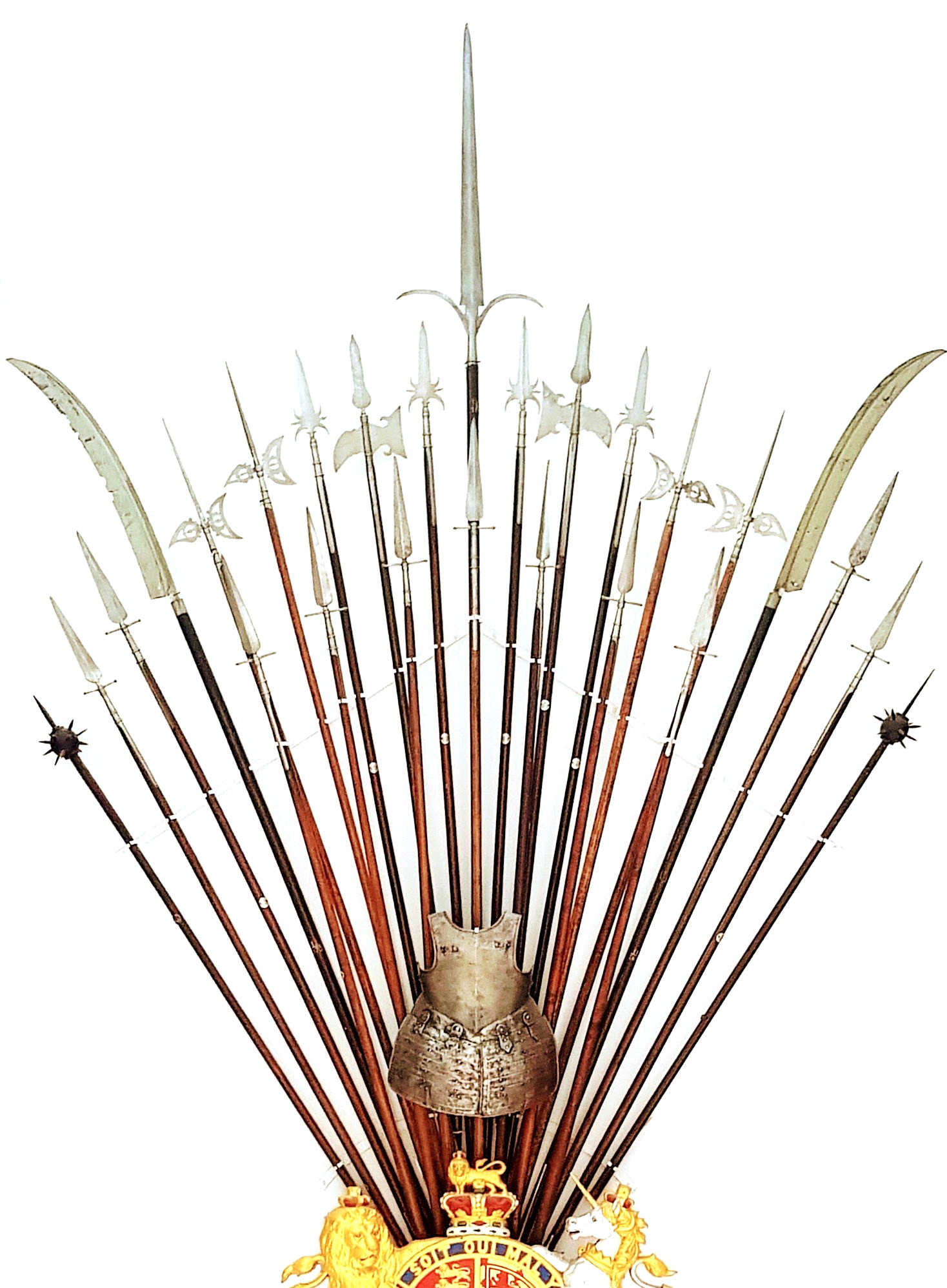

ポールウェポン（英語: pole weapon）あるいはポールアーム（polearm）は、近接戦闘において使われる、木や金属などで出来た竿状の長い柄を持ち、その先端に石や鉄で出来た攻撃用の部品を備えた武器の総称。漢文では長兵、中国武術では長器械または長兵器、日本では長柄（ながえ、ちょうへい）武具、または長柄武器、棹状武器と称する。その歴史は大変古く、石器時代の狩猟道具にまでさかのぼることが出来る。
ポールウェポンを利用する目的は、攻撃範囲の拡大および武器を振り回したときの角運動量による打撃力の増加にある。

## 歴史
ポールウェポンは製作が比較的簡単で、それらの中には狩りや農機具に由来したものもあり多くの人々にとって効果的に使うのがかなり容易なものだった。
組織戦闘の歴史の中で、先端に穂をつけたポールウェポン（槍や矛など）を装備させた多数の兵士による編成が戦闘部隊として有効であると、かなり早くから認識されている。
防御面においてポールウェポンを持つ兵士はリーチで優位に立ち、攻撃面においては、古代ギリシャのファランクスのように避けがたい影響をもたらした。
鎧をまとった戦士の出現と共に、ポールウェポンは鎧を貫通もしくは破壊できるように、たびたび槍の穂（刺突用）と斧あるいはハンマーヘッド（打撃用）が組みあわされた。

### 現代の用途
現代では、ポールウェポンはほとんど火器に取って代わられた。しかし、銃剣を装着した小銃・ライフルはポールウェポンの一種だと見なすことができる。また、ポールウェポンは武器の研究を行う武道スクールで見かける場合がある。

## 主なポールウェポン
（※→槍の『槍及び長柄武器の分類』の項も参照）

### 日本・東アジア
- 矛
- 戈
- 戟
- 薙刀
- 薙鎌
- 槍
- 鍬
- 竹槍
- 長巻 - ポールウェポンに分類されることも多いが設計思想が異なるため異論もある。

### ヨーロッパ
- ハルバード（鉾槍）
- ポールアックス
- グレイブ
- パイク
- スピアー
- ランス
- ギサルム（英語版）
- バルディッシュ
- パルチザン
- ミリタリーフォーク（英語版）
- ピッチフォーク - 農具であるがポールウェポンに転用可能。詳しくはリンク先を参照。
- ビル（英語版）
- トリアイナ（トライデント）
- ルツェルンハンマー（英語版）
- ウォーサイス（英語版）
- ヴルジュ（英語版）[1]
- フォシャール